# Wereldkampioenschappen boksen mannen 2019
De wereldkampioenschappen boksen 2019 vonden plaats van 9 tot en met 21 september 2019 in Jekaterinenburg, Rusland.
365 boksers uit 78 landen namen deel aan het toernooi en streden in acht gewichtsklassen in plaats van de gebruikelijke tien. Deze aanpassing was voor dit toernooi ingevoerd omdat het niet lang voor het Olympische bokstoernooi van 2020 was geprogrammeerd, waarbij in acht gewichtsklassen werd gebokst.

## Medailles
| Gewichtsklasse              | Goud                     | Zilver               | Brons                                  |
| --------------------------- | ------------------------ | -------------------- | -------------------------------------- |
| Vlieggewicht (– 52 kg)      | Shakhobidin Zoirov       | Amit Panghal         | Billal Bennama Saken Bibossinov        |
| Vedergewicht (– 57 kg)      | Mirazizbek Mirzakhalilov | Lázaro Álvarez       | Erdenebatyn Tsendbaatar Peter McGrail  |
| Lichtgewicht (– 63 kg)      | Andy Cruz                | Keyshawn Davis       | Manish Kaushik Hovhannes Bachkov       |
| Weltergewicht (– 69 kg)     | Andrey Zamkovoy          | Pat McCormack        | Ablaikhan Zhussupov Bobo-Usmon Baturov |
| Middengewicht (– 75 kg)     | Gleb Bakshi              | Eumir Marcial        | Hebert Conceição Tursynbay Kulakhmet   |
| Halfzwaargewicht (– 81 kg)  | Bekzad Nurdauletov       | Dilshodbek Ruzmetov  | Julio César La Cruz Benjamin Whittaker |
| Zwaargewicht (– 91 kg)      | Muslim Gadzhimagomedov   | Julio Castillo       | Radoslav Pantaleev Vassiliy Levit      |
| Superzwaargewicht (+ 91 kg) | Bahodir Jalolov          | Kamshybek Kunkabayev | Maksim Babanin Justis Huni             |

## Medaillespiegel
| Plaats | Land             | Goud | Zilver | Brons | Totaal |
| 1      | Oezbekistan      | 3    | 1      | 1     | 5      |
| 2      | Rusland          | 3    | 0      | 1     | 4      |
| 3      | Kazachstan       | 1    | 1      | 4     | 6      |
| 4      | Cuba             | 1    | 1      | 1     | 3      |
| 5      | Engeland         | 0    | 1      | 2     | 3      |
| 6      | India            | 0    | 1      | 1     | 2      |
| 7      | Ecuador          | 0    | 1      | 0     | 1      |
| 7      | Verenigde Staten | 0    | 1      | 0     | 1      |
| 7      | Filipijnen       | 0    | 1      | 0     | 1      |
| 10     | Armenië          | 0    | 0      | 1     | 1      |
| 10     | Australië        | 0    | 0      | 1     | 1      |
| 10     | Brazilië         | 0    | 0      | 1     | 1      |
| 10     | Bulgarije        | 0    | 0      | 1     | 1      |
| 10     | Frankrijk        | 0    | 0      | 1     | 1      |
| 10     | Mongolië         | 0    | 0      | 1     | 1      |
| Totaal | Totaal           | 8    | 8      | 16    | 32     |

## Deelnemende landen
Er namen 365 boksers uit 78 landen deel aan het toernooi.
- Afghanistan (1)
- Algerije (4)
- Oostenrijk (1)
- Armenië (8)
- Australië (4)
- Azerbeidzjan (8)
- België (2)
- Bulgarije (2)
- Brazilië (4)
- Canada (3)
- China (5)
- Colombia (4)
- Congo-Kinshasa (4)
- Cuba (7)
- Denemarken (1)
- Dominicaanse Republiek (1)
- Duitsland (4)
- Ecuador (3)
- Egypte (2)
- Engeland (6)
- Estland (2)
- Filipijnen (3)
- Finland (2)
- Frankrijk (3)
- Georgië (3)
- Hongarije (3)
- Ierland (6)
- India (6)
- Indonesië (6)
- Iran (4)
- Irak (2)
- Israël (5)
- Italië (2)
- Japan (3)
- Jordanië (4)
- Kazachstan (8)
- Kirgizië (4)
- Kroatië (4)
- Litouwen (2)
- Marokko (2)
- Moldavië (3)
- Mongolië (2)
- Nederland (4)
- Nieuw-Zeeland (1)
- Oezbekistan (8)
- Oekraïne (6)
- Polen (4)
- Qatar (1)
- Roemenië (2)
- Rusland (8)
- Saoedi-Arabië (2)
- Servië (3)
- Slovenië (1)
- Soedan (1)
- Spanje (2)
- Tadzjikistan (4)
- Thailand (4)
- Trinidad en Tobago (2)
- Turkmenistan (2)
- Turkije (3)
- Venezuela (1)
- Verenigde Staten (8)
- Wales (1)
- Wit-Rusland (5)
- Zweden (1)
- Zuid-Korea (6)